# Fasatura d'accensione
Con anticipo d'accensione si possono intendere l'angolo di anticipo o i millimetri di spostamento del pistone rispetto al punto morto superiore (PMS) ed è il momento in cui l'impianto d'accensione fa scoccare la scintilla alla candela, o inietta il carburante tramite l'iniettore. Solo in casi particolari si ricorre a una fasatura in ritardo.

## Principio
L'accensione viene comandata in anticipo perché, essendo la combustione della benzina o del gasolio piuttosto lenta, un'accensione comandata in corrispondenza del PMS farebbe ritardare eccessivamente il picco di pressione all'interno del cilindro. Impostando un anticipo corretto si ottiene un ritardo del picco pressorio ottimale (generalmente l'ottimale si ha quando il picco è in ritardo della stessa misura rispetto all'anticipo d'accensione), quindi comandare l'accensione in anticipo permette di sfruttare la combustione il più possibile nelle vicinanze del PMS, garantendo un lavoro motore più elevato per via di un incremento della pressione media indicata.
L'angolo di anticipo, per essere ottimale a tutti i regimi, non deve essere fisso, in quanto all'aumentare del regime di rotazione diminuisce il tempo a disposizione per completare la combustione. La velocità di propagazione del fronte di fiamma è influenzata dal rapporto stechiometrico, dalla polverizzazione del combustibile (quanto più la miscela è povera di combustibile, o quanto più è polverizzata, tanto più la combustione è rapida), dalla quantità di miscela aria/benzina e dalla turbolenza della miscela stessa (una maggiore turbolenza causa una combustione più veloce).
La fasatura può essere regolata anche in ritardo rispetto al punto morto superiore: questo avviene quando si vuole ottenere un risultato particolare, come ad esempio una limitazione del regime non violenta o una limitazione nelle prestazioni, in conseguenza di una limitazione della potenza erogata dal motore.

## Tipo di fasatura
La fasatura, a seconda della tecnica di esecuzione o in seguito a vincoli di vario tipo, si può differenziare nelle seguenti tipologie:

### Fasatura fissa
In questo caso l'angolo è fisso e si mantiene costante a tutti i regimi. Questo tipo di fasatura si ottiene con l'accensione a puntine (meccanica), con l'accensione magnetica, oppure per mezzo di centraline elettroniche (analogiche o digitali). Queste ultime, specifiche per le competizioni, solitamente vengono progettate in questo modo per ragioni economiche e per via di limitazioni imposte dai regolamenti, che altrimenti dovrebbero vincolare eccessivamente il numero dei giri.
Questo tipo di accensione non è il migliore per un motore, poiché la invariabilità della fase d'accensione ha come conseguenza un arco di funzionamento ottimale del motore molto stretto, dato che la combustione o termina troppo presto, o termina troppo tardi. Per tale ragione, in questi motori il regime deve essere costantemente mantenuto il più vicino possibile a un determinato valore di funzionamento ottimale.
Per quanto riguarda l'accensione magnetica, questa pur avendo un anticipo fisso aumenta la sua tensione all'aumentare del regime, migliorando così la velocità di combustione e risultando più efficace rispetto alle altre.

### Fasatura variabile

Fasatura d'accensione variabile di una centralina analogica
A) curva per motori 2T veloci
B) curva per motori a 2T lenti o per motori a 4T

In questo caso l'angolo è variabile e cambia in funzione del regime. Questo tipo di fasatura si ottiene con le centraline elettroniche a fasatura variabile (analogiche o digitali): con questa tecnica si fa in modo di avere una combustione ottimale a tutti i regimi, dato che per ogni valore di regime la combustione deve incominciare più o meno in anticipo per poter sfruttare la massima pressione il più possibile in corrispondenza del PMS (punto morto superiore). Tuttavia, è frequente l'adozione di un metodo di fasatura che, invece di migliorare l'erogazione di potenza e coppia a tutti i regimi, fa lavorare il motore al meglio soltanto ai regimi più bassi, mentre ne limita progressivamente le prestazioni a partire da un determinato regime in avanti (forte aumento dell'anticipo o forte riduzione, fino ad arrivare ad accendere dopo il PMS). Questo metodo, in apparenza poco ortodosso, trova una giustificazione nelle limitazioni imposte dalla legge relativamente alla potenza del motore e alle sue emissioni (normative antinquinamento).

### Fasatura variabile 3D

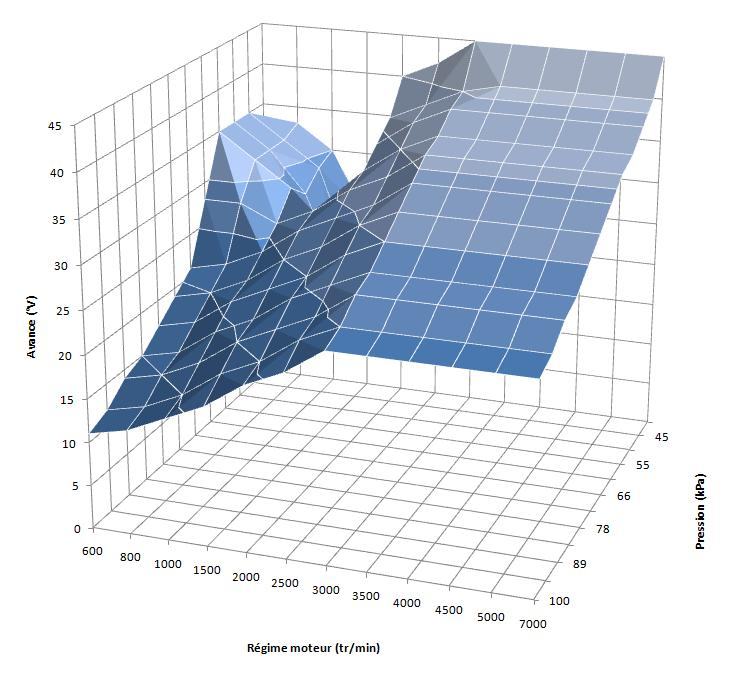
Fasatura d'accensione variabile 3D di una centralina digitale di un motore a 4T, in relazione al regime motore e comando gas (pressione)

Questo tipo di fasatura, oltre a variare a seconda del regime del motore, varia anche a seconda del carico del motore (comando gas), permettendo di migliorarne ulteriormente la risposta: questo sistema è stato già applicato in passato su alcuni spinterogeni che, oltre alle masse rotanti di regolazione in base al regime, disponevano anche di un sistema a depressione per la regolazione in base al carico del motore. Di seguito, questo tipo di fasatura è stato ripreso dalle accensioni elettroniche digitali, che ne hanno migliorato sensibilmente la qualità.

## Regolazione della fasatura
La fasatura si può regolare in modo che la scintilla avvenga più in anticipo o più in ritardo, rispetto alle impostazioni iniziali, operando in vari modi:

### Modificando il segnale
Questo tipo di intervento fa sì che si modifichi l'intera fasatura, così che questa, rispetto a quella standard, risulti maggiormente anticipata o posticipata (e in egual modo) a ogni regime. Per poter fare questo, si può intervenire in vari modi, anche a seconda del tipo di fasatura presente sul motore.

#### Accensione elettronica o digitale
- Spostare il sensore/captatore della posizione (pick-up) dell'albero motore: quando il sensore è posizionato sul piattino (statore) dell'alternatore (sistema non applicabile in caso di sensore esterno), ruotando lo statore del generatore (alternatore) si ottiene una correzione della fasatura entro i limiti delle guide delle viti di fissaggio.
- Adoperare una chiavetta di Woodruff sfalsata: quando il sensore è posizionato esternamente all'alternatore (sistema applicabile anche in caso di sensore interno), questa chiavetta - che generalmente viene ridefinita "chiavetta d'anticipo" o "chiavetta disassata" - permette di modificare la fasatura di pochi gradi (al massimo 5) facendo ruotare il rotore dell'alternatore. Chiavette di questo tipo risultano però difficili da trovare, soprattutto del valore di rifasamento necessario, anche se risultano poco costose.
- Effettuare una nuova sede della chiavetta sull'albero motore e sul magnete, per spostare il rilevamento della posizione in modo del tutto analogo all'uso di chiavette di Woodruff sfalsate, ma senza alcun limite sulle misure. Questa operazione è più costosa delle precedenti.

#### Accensione meccanica
- Modifica della posizione della vite di regolazione delle puntine: avvitando o svitando la vite della puntina fissa, la quale si trova su una base molleggiata, si regola la sua posizione e si ritarda o si anticipa l'istante in cui tali puntine vengono a contatto.
- Adoperare un albero motore con eccentrico diverso: in questo modo, si modifica l'angolo a cui avviene il contatto tra le puntine e si può avere, a seconda del nuovo eccentrico, un aumento o una diminuzione dell'anticipo della fasatura.

### Modificando la centralina
Questo tipo di intervento è effettuabile solo nelle centraline di accensione di tipo elettronico o digitale (le accensioni meccaniche ne sono sprovviste) e consente di modificare l'intera fasatura, in modo che questa risulti più o meno anticipata rispetto a quella standard, a seconda del singolo regime e, in alcuni casi, anche in varie situazioni di funzionamento. Dal punto di vista operativo, le alternative possibili sono le seguenti:
- Utilizzare una nuova centralina: quest'operazione risulta in molti casi costosa, soprattutto nel caso in cui si vada a utilizzare una centralina digitale con la possibilità di essere riprogrammata, mentre se la centralina è elettronica (non programmabile) il costo è generalmente più contenuto.
- Modificare la centralina (elettronica): questa operazione è alla portata di pochi, per via della sua notevole complessità, della compattezza delle centraline e della difficoltà nel reperimento dei componenti necessari.
- Riprogrammare la centralina (digitale): consiste nel riprogrammare la centralina, generalmente tramite un computer e un software dedicato. L'operazione è alla portata di pochi ed è generalmente relegata alle competizioni o all'utilizzo di settaggi già esistenti, impostati da terzi.

## Quando è necessario rifasare?
Il rifasamento risulta necessario in molti casi:
- Numeri di ottano differenti;
Nel caso della riduzione del numero di ottano, si richiede una riduzione dell'anticipo d'accensione, perché ha un potere antidetonante più basso, mentre con un aumento del numero di ottano non si hanno problemi di affidabilità, ma si potrebbe aumentare tale anticipo per aumentare le prestazioni.
- Testata differente;
Nel caso in cui tale testata sia capace di maggiore compressione e/o di creare maggiori turbolenze della miscela aria/benzina, oppure abbia un rapporto superficie/volume ridotto, sarà necessario diminuire l'anticipo, perché si migliorano le condizioni della combustione e quindi la si velocizza.
- Quando si desideri un comportamento differente del motore;
In caso di accensione a fasatura fissa, indipendentemente dal tipo di motore (automobilistico, motociclistico, 2T o 4T), per poter migliorare la resa (coppia e potenza) ai bassi-medi regimi (dai 2.000 rpm fino a 6.000 rpm) sarà necessario aumentare l'anticipo, nel caso in cui si voglia invece migliorare la resa ai alti regimi (oltre i 8.000 rpm) e ai bassissimi regimi (meno di 1.500/2.000 rpm) sarà necessario ridurre l'anticipo.
In caso di accensione a fasatura variabile, poiché la curva di accensione può essere troppo accentuata o ridotta, per poter migliorare la resa ai bassi o alti regimi sarà necessario eseguire più prove, spostando prima in ritardo l'accensione e poi, nel caso in cui non si abbia il tipo di miglioramento voluto, eseguendo l'operazione inversa.
- Modificazione della carburazione;
Nel caso in cui si utilizzi una carburazione più ricca di benzina, sarà necessario aumentare l'anticipo d'accensione, per via della velocità di combustione più lenta. Nel caso opposto, bisogna agire in senso inverso.
- Polverizzazione della benzina;
Nel caso in cui si riesca a migliorare la polverizzazione, in modo da formare delle particelle più piccole e numerose, sarà necessario ridurre l'anticipo; in caso contrario, occorrerà agire in modo opposto.
- Temperatura dell'aria;
Nel caso in cui la temperatura dell'aria sia elevata, si dovrà ridurre l'anticipo, dato che il maggiore calore dell'aria contribuisce ad accelerare la combustione. In condizioni contrarie, si dovrà agire in modo opposto.
- Alterazione dell'energia di scarica;
Nel caso in cui si utilizzi un sistema alternativo all'originale, caratterizzato da un'energia di scarica diversa e/o con una costanza di scarica diversa lungo tutto l'arco di funzionamento (all'aumentare dei regimi), la fasatura (soprattutto ai regimi più alti) dovrà essere rivista in relazione alla quantità di energia che il nuovo sistema riesce a scaricare rispetto a quello precedente, perché l'innesco e la propagazione della combustione potrebbero essere migliorati o peggiorati.
Nel caso di una scarica che permetta una combustione migliore rispetto al sistema precedente sarà necessario ridurre l'anticipo, mentre se il nuovo sistema è caratterizzato da una scarica di minore energia, l'anticipo dovrà essere aumentato, per poter sfruttare correttamente tutta la combustione.

## Misurazione della fasatura
La misurazione della fasatura è necessaria per verificare il corretto funzionamento dell'accensione. Questa misura può essere eseguita in due modi:

### Verifica statica
Tale prova è utilizzata principalmente dai costruttori, perché viene effettuata tramite l'uso di due comparatori: uno classico per la corsa del pistone e uno da vincolare all'albero motore, che viene fatto coincidere a un segno ben preciso. Questo tipo di prova ha come svantaggio l'impossibilità di verificare l'effettivo valore di fasatura e non permette il controllo su tutti i regimi, ma solo il valore teorico (posizionamento dei componenti e non dello scoccare della scintilla) a un determinato regime di funzionamento del motore. Questa prova restituisce il valore in mm se viene utilizzato il comparatore della corsa del pistone, mentre con l'uso di un disco goniometrico si può ricavare il valore anche in gradi.

### Verifica dinamica

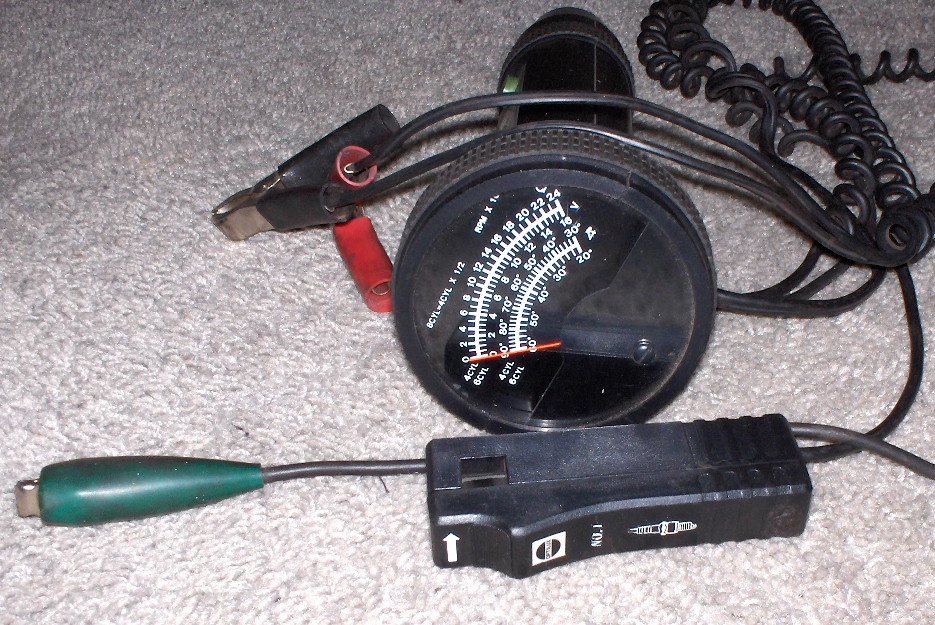
Pistola stroboscopica

Indicatore di fasatura automobilistico

Questa prova permette il controllo di tutta la curva di fasatura e viene effettuata utilizzando una lampada stroboscopica o una pistola stroboscopica. Questo strumento è dotato di tre cavi, due dei quali sono di alimentazione e vanno collegati alla batteria, mentre il terzo, dotato solitamente di una pinza amperometrica, va collegato sul cavo dell'alta tensione proveniente dalla bobina di accensione e diretto alla pipetta di collegamento (definita anche come "cappuccio") con la candela d'accensione.
Lo strumento emette un lampo di luce ogni volta che sulla candela si verifica la scintilla, permettendo all'utilizzatore di rilevare visivamente la posizione dell'albero motore (generalmente guardando il volano o il rotore del generatore).

#### Senza correzioni
Per ricavare la posizione precisa in gradi, si può operare in tre diversi modi:
- il primo è quello di porre un disco graduato sullo statore (carter), o di segnare le varie tacche graduate con un pennarello; fatto questo, è necessario applicare o disegnare un indice sul rotore, in modo che questo indichi lo 0 (zero) quando il pistone è al PMS (rilevabile utilizzando un comparatore);
- il secondo metodo si differenzia da quello precedente per il semplice scambio dell'indice con il disco graduato.
- il terzo metodo è invece caratterizzato dall'assenza del disco graduato durante la rilevazione, dove si applica o si disegna un indice sul rotore in modo che tramite un riferimento statico indichi il PMS e tramite il disco graduato si disegnino i valori principali di anticipo sullo statore.

Ovviamente il disco graduato deve essere posto in modo da misurare l'anticipo, quindi bisogna in primo luogo conoscere il verso di rotazione del motore, dopodiché si deve applicare un disco con una scala che cresce nel verso opposto della rotazione del motore.

#### Con correzione
In alcuni casi, come in ambito automobilistico, per sapere la fasatura di accensione è necessario impostare il valore dell'anticipo in relazione al regime che si vuole controllare e verificare che le tacche presenti sulla puleggia dell'albero motore siano corrispondenti a quelle dell'indicatore di fasatura, il quale può essere caratterizzato da una sola tacca (PMS) o anche indicare di quant'è la sfasatura.